# Meridiano 133 oeste
El meridiano 133 oeste de Greenwich es una línea de longitud que se extiende desde el Polo Norte atravesando el océano Ártico, América del Norte, el océano Pacífico, el océano Antártico y la Antártida hasta el Polo Sur.
El meridiano 133 oeste forma un gran círculo con el meridiano 47 este.
Comenzando en el Polo Norte y dirigiéndose hacia el Polo Sur, el meridiano 133 oeste pasa a través de:
| Coordenadas                         | País, territorio o mar | Notas |
| ----------------------------------- | ---------------------- | --- |
| 90°0′N 133°0′O / 90.000, -133.000   | Océano Ártico          | |
| 74°50′N 133°0′O / 74.833, -133.000  | Mar de Beaufort        | |
| 69°36′N 133°0′O / 69.600, -133.000  | Canadá                 | Territorios del Noroeste Yukón Columbia Británica                                                                                                   |
| 57°57′N 133°0′O / 57.950, -133.000  | Estados Unidos         | Alaska - Alaska Panhandle (continental), Isla de Kupreanof, Woewodski Island, Zarembo Island, Thorne Island, Isla del Príncipe de Gales e Isla Dall |
| 54°50′N 133°0′O / 54.833, -133.000  | Océano Pacífico        | |
| 54°15′N 133°0′O / 54.250, -133.000  | Canadá                 | Columbia Británica - Langara Island, Isla Graham y Hippa Island                                                                                     |
| 53°32′N 133°0′O / 53.533, -133.000  | Océano Pacífico        | |
| 60°0′S 133°0′O / -60.000, -133.000  | Océano Antártico       | |
| 74°24′S 133°0′O / -74.400, -133.000 | Antártida              | Territorio no reclamado |